# Medaliści mistrzostw świata w kolarstwie górskim – cross-country
Pełna lista medalistów i medalistek mistrzostw świata w kolarstwie górskim w cross-country.

## Mężczyźni

### Elite
| Rok  | Złoto                | Srebro               | Brąz                  |
| ---- | -------------------- | -------------------- | --------------------- |
| 1990 | Ned Overend          | Thomas Frischknecht  | Tim Gould             |
| 1991 | John Tomac           | Thomas Frischknecht  | Ned Overend           |
| 1992 | Henrik Djernis       | Thomas Frischknecht  | David Baker           |
| 1993 | Henrik Djernis       | Marcel Gerritsen     | Jan Østergaard        |
| 1994 | Henrik Djernis       | Tinker Juarez        | Bart Brentjens        |
| 1995 | Bart Brentjens       | Miguel Martinez      | Jan Østergaard        |
| 1996 | Thomas Frischknecht  | Rune Høydahl         | Hubert Pallhuber      |
| 1997 | Hubert Pallhuber     | Henrik Djernis       | Luca Bramati          |
| 1998 | Christophe Dupouey   | Jérôme Chiotti       | Filip Meirhaeghe      |
| 1999 | Michael Rasmussen    | Miguel Martinez      | Filip Meirhaeghe      |
| 2000 | Miguel Martinez      | Roland Green         | Bart Brentjens        |
| 2001 | Roland Green         | Thomas Frischknecht  | Christoph Sauser      |
| 2002 | Roland Green         | Filip Meirhaeghe     | Thomas Frischknecht   |
| 2003 | Filip Meirhaeghe     | Ryder Hesjedal       | Roel Paulissen        |
| 2004 | Julien Absalon       | Cédric Ravanel       | Thomas Frischknecht   |
| 2005 | Julien Absalon       | Christoph Sauser     | José Antonio Hermida  |
| 2006 | Julien Absalon       | Christoph Sauser     | Fredrik Kessiakoff    |
| 2007 | Julien Absalon       | Ralph Näf            | Florian Vogel         |
| 2008 | Christoph Sauser     | Florian Vogel        | Ralph Näf             |
| 2009 | Nino Schurter        | Julien Absalon       | Florian Vogel         |
| 2010 | José Antonio Hermida | Jaroslav Kulhavý     | Burry Stander         |
| 2011 | Jaroslav Kulhavý     | Nino Schurter        | Julien Absalon        |
| 2012 | Nino Schurter        | Lukas Flückiger      | Mathias Flückiger     |
| 2013 | Nino Schurter        | Manuel Fumic         | José Antonio Hermida  |
| 2014 | Julien Absalon       | Nino Schurter        | Marco Aurelio Fontana |
| 2015 | Nino Schurter        | Julien Absalon       | Ondřej Cink           |
| 2016 | Nino Schurter        | Jaroslav Kulhavý     | Julien Absalon        |
| 2017 | Nino Schurter        | Jaroslav Kulhavý     | Thomas Litscher       |
| 2018 | Nino Schurter        | Gerhard Kerschbaumer | Mathieu van der Poel  |
| 2019 | Nino Schurter        | Mathias Flückiger    | Stéphane Tempier      |
| 2020 | Jordan Sarrou        | Mathias Flückiger    | Titouan Carod         |
| 2021 | Nino Schurter        | Mathias Flückiger    | Victor Koretzky       |
| 2022 | Nino Schurter        | David Valero         | Luca Braidot          |
| 2023 | Thomas Pidcock       | Samuel Gaze          | Nino Schurter         |

### U-23
| Rok  | Złoto                   | Srebro                  | Brąz                    |
| ---- | ----------------------- | ----------------------- | ----------------------- |
| 1996 | Dario Acquaroli         | Miguel Martinez         | Cadel Evans             |
| 1997 | Miguel Martinez         | Cadel Evans             | Dario Acquaroli         |
| 1998 | Miguel Martinez         | Christoph Sauser        | Roel Paulissen          |
| 1999 | Marco Bui               | Cadel Evans             | Martino Fruet           |
| 2000 | José Antonio Hermida    | Marti Gispert           | Kashi Leuchs            |
| 2001 | Julien Absalon          | Ryder Hesjedal          | Walker Ferguson         |
| 2002 | Julien Absalon          | Ralph Näf               | Ryder Hesjedal          |
| 2003 | Balz Weber              | Manuel Fumic            | Iván Álvarez            |
| 2004 | Manuel Fumic            | Liam Killeen            | Florian Vogel           |
| 2005 | Jurij Trofimow          | Lukas Flückiger         | Nino Schurter           |
| 2006 | Nino Schurter           | Tony Longo              | Max Plaxton             |
| 2007 | Jakob Fuglsang          | Nino Schurter           | Jaroslav Kulhavý        |
| 2008 | Nino Schurter           | Burry Stander           | Mathias Flückiger       |
| 2009 | Burry Stander           | Alexis Vuillermoz       | Thomas Litscher         |
| 2010 | Mathias Flückiger       | Thomas Litscher         | Patrik Gallati          |
| 2011 | Thomas Litscher         | Marek Konwa             | Henk Jaap Moorlag       |
| 2012 | Ondřej Cink             | Michiel van der Heijden | Daniele Braidot         |
| 2013 | Gerhard Kerschbaumer    | Julian Schelb           | Michiel van der Heijden |
| 2014 | Michiel van der Heijden | Jordan Sarrou           | Howard Grotts           |
| 2015 | Anton Cooper            | Victor Koretzky         | Grant Ferguson          |
| 2016 | Samuel Gaze             | Victor Koretzky         | Marcel Guerrini         |
| 2017 | Samuel Gaze             | Alan Hatherly           | Maximilian Brandl       |
| 2018 | Alan Hatherly           | Christopher Blevins     | David Nordemann         |
| 2019 | Vlad Dascalu            | Filippo Colombo         | Vital Albin             |
| 2020 | Thomas Pidcock          | Christopher Blevins     | Joel Roth               |
| 2021 | Martín Vidaurre         | Juri Zanotti            | Joel Roth               |
| 2022 | Simone Avondetto        | Mathis Azzaro           | Luca Schätti            |
| 2023 | Charlie Aldridge        | Adrien Boichis          | Dario Lillo             |

### Juniorzy
| Rok  | Złoto                   | Srebro               | Brąz                       |
| ---- | ----------------------- | -------------------- | -------------------------- |
| 1996 | José Antonio Hermida    | Mickaël Reynaud      | Håkon Austad               |
| 1997 | Franz Kehl              | Mathias Mende        | Marián Masný               |
| 1998 | Julien Absalon          | Ryder Hesjedal       | Fredrik Modin              |
| 1999 | Nicolas Filippi         | Carlos Coloma        | Florian Vogel              |
| 2000 | Walker Ferguson         | Iñaki Lejarreta      | Florian Vogel              |
| 2001 | Iñaki Lejarreta         | Lars Petter Nordhaug | Trent Lowe                 |
| 2002 | Trent Lowe              | Jurij Trofimow       | Tony Longo                 |
| 2003 | Jaroslav Kulhavý        | Nino Schurter        | Ołeksandr Jakymenko        |
| 2004 | Nino Schurter           | Stéphane Tempier     | Maxime Marotte             |
| 2005 | Robert Gehbauer         | Olivier Sarrazin     | Tim Wijnants               |
| 2006 | Mathias Flückiger       | Martin Fanger        | Pascal Meyer               |
| 2007 | Thomas Litscher         | Piotr Brzózka        | David Fletcher             |
| 2008 | Peter Sagan             | Arnaud Jouffroy      | Matthias Rupp              |
| 2009 | Gerhard Kerschbaumer    | Ricardo Marinheiro   | Reto Indergand             |
| 2010 | Michiel van der Heijden | Julien Trarieux      | Julian Schelb              |
| 2011 | Victor Koretzky         | Anton Cooper         | Andrey Fonseca             |
| 2012 | Anton Cooper            | Victor Koretzky      | Titouan Carod              |
| 2013 | Lukas Baum              | Peter Disera         | Gioele Bertolini           |
| 2014 | Simon Andreassen        | Egan Bernal          | Luca Schwarzbauer          |
| 2015 | Simon Andreassen        | Maximilian Brandl    | Egan Bernal                |
| 2016 | Thomas Bonnet           | Vital Albin          | Tobias Halland Johannessen |
| 2017 | Cameron Wright          | Joel Roth            | Holden Jones               |
| 2018 | Alexandre Balmer        | Leon Kaiser          | Mathis Azzaro              |
| 2019 | Charlie Aldridge        | Luca Martin          | Andreas Vittone            |
| 2020 | Lennart-Jan Krayer      | Janis Baumann        | Luca Martin                |
| 2021 | Adrien Boichis          | Camilo Andrés Gómez  | Nils Aebersold             |
| 2022 | Paul Schehl             | Jan Christen         | Paul Magnier               |
| 2023 | Albert Philipsen        | Elian Paccagnella    | Ian Ackert                 |

## Kobiety

### Elite
| Rok  | Złoto                  | Srebro                 | Brąz                   |
| ---- | ---------------------- | ---------------------- | ---------------------- |
| 1990 | Juli Furtado           | Sara Ballantyne        | Ruthie Matthes         |
| 1991 | Ruthie Matthes         | Eva Orvošová           | Silvia Fürst           |
| 1992 | Silvia Fürst           | Alison Sydor           | Ruthie Matthes         |
| 1993 | Paola Pezzo            | Jeannie Longo          | Ruthie Matthes         |
| 1994 | Alison Sydor           | Susan DeMattei         | Sara Ballantyne        |
| 1995 | Alison Sydor           | Silvia Fürst           | Chantal Daucourt       |
| 1996 | Alison Sydor           | Ruthie Matthes         | Maria Paola Turcutto   |
| 1997 | Paola Pezzo            | Nadia De Negri         | Margarita Fullana      |
| 1998 | Laurence Leboucher     | Gunn-Rita Dahle        | Alison Sydor           |
| 1999 | Margarita Fullana      | Alison Sydor           | Paola Pezzo            |
| 2000 | Margarita Fullana      | Alison Sydor           | Paola Pezzo            |
| 2001 | Alison Dunlap          | Alison Sydor           | Sabine Spitz           |
| 2002 | Gunn-Rita Dahle        | Anna Szafraniec        | Sabine Spitz           |
| 2003 | Sabine Spitz           | Alison Sydor           | Irina Kalentjewa       |
| 2004 | Gunn-Rita Dahle        | Maja Włoszczowska      | Alison Sydor           |
| 2005 | Gunn-Rita Dahle        | Maja Włoszczowska      | Petra Henzi            |
| 2006 | Gunn-Rita Dahle        | Irina Kalentjewa       | Marie-Hélène Prémont   |
| 2007 | Irina Kalentjewa       | Sabine Spitz           | Wang Jingjing          |
| 2008 | Margarita Fullana      | Sabine Spitz           | Irina Kalentjewa       |
| 2009 | Irina Kalentjewa       | Lene Byberg            | Willow Koerber         |
| 2010 | Maja Włoszczowska      | Irina Kalentjewa       | Willow Koerber         |
| 2011 | Catharine Pendrel      | Maja Włoszczowska      | Eva Lechner            |
| 2012 | Julie Bresset          | Gunn-Rita Dahle Flesjå | Georgia Gould          |
| 2013 | Julie Bresset          | Maja Włoszczowska      | Esther Süss            |
| 2014 | Catharine Pendrel      | Irina Kalentjewa       | Lea Davison            |
| 2015 | Pauline Ferrand-Prévot | Irina Kalentjewa       | Jana Bełomoina         |
| 2016 | Annika Langvad         | Lea Davison            | Emily Batty            |
| 2017 | Jolanda Neff           | Annie Last             | Pauline Ferrand-Prévot |
| 2018 | Kate Courtney          | Annika Langvad         | Emily Batty            |
| 2019 | Pauline Ferrand-Prévot | Jolanda Neff           | Rebecca McConnell      |
| 2020 | Pauline Ferrand-Prévot | Eva Lechner            | Rebecca McConnell      |
| 2021 | Evie Richards          | Anne Terpstra          | Sina Frei              |
| 2022 | Pauline Ferrand-Prévot | Jolanda Neff           | Haley Batten           |
| 2023 | Pauline Ferrand-Prévot | Loana Lecomte          | Puck Pieterse          |

### U-23
| Rok  | Złoto                 | Srebro                 | Brąz                       |
| ---- | --------------------- | ---------------------- | -------------------------- |
| 2006 | Ren Chengyuan         | Liu Ying               | Sarah Koba                 |
| 2007 | Liu Ying              | Ren Chengyuan          | Elisabeth Osl              |
| 2008 | Tanja Žakelj          | Nathalie Schneitter    | Aleksandra Dawidowicz      |
| 2009 | Aleksandra Dawidowicz | Alexandra Engen        | Julie Bresset              |
| 2010 | Alexandra Engen       | Annie Last             | Paula Gorycka              |
| 2011 | Julie Bresset         | Annie Last             | Pauline Ferrand-Prévot     |
| 2012 | Jolanda Neff          | Jana Bełomoina         | Paula Gorycka              |
| 2013 | Jolanda Neff          | Pauline Ferrand-Prévot | Jana Bełomoina             |
| 2014 | Jolanda Neff          | Margot Moschetti       | Linda Indergand            |
| 2015 | Ramona Forchini       | Olga Tierientiewa      | Jenny Rissveds             |
| 2016 | Jenny Rissveds        | Sina Frei              | Alessandra Keller          |
| 2017 | Sina Frei             | Kate Courtney          | Alessandra Keller          |
| 2018 | Alessandra Keller     | Sina Frei              | Marika Tovo                |
| 2019 | Sina Frei             | Laura Stigger          | Loana Lecomte              |
| 2020 | Loana Lecomte         | Blanka Kata Vas        | Ceylin del Carmen Alvarado |
| 2021 | Mona Mitterwallner    | Laura Stigger          | Caroline Bohé              |
| 2022 | Line Burquier         | Puck Pieterse          | Sofie Pedersen             |
| 2023 | Sammie Maxwell        | Ginia Caluori          | Ronja Blöchlinger          |

### Juniorki
| Rok  | Złoto                  | Srebro             | Brąz                    |
| ---- | ---------------------- | ------------------ | ----------------------- |
| 1996 | Helena Eriksson        | Emelie Öhrstig     | Sonja Morf              |
| 1997 | Cecilia Potts          | Helena Eriksson    | Anna Szafraniec         |
| 1998 | Cécile Rode            | Séverine Hansen    | Sandrine Guironnet      |
| 1999 | Anna Szafraniec        | Lea Flückiger      | Sonja Traxel            |
| 2000 | Sonja Traxel           | Maja Włoszczowska  | Nicole Cooke            |
| 2001 | Nicole Cooke           | Maja Włoszczowska  | Julie Pesenti           |
| 2002 | Lisa Mathison          | Elisabeth Osl      | Petra Bublová           |
| 2003 | Lisa Mathison          | Eva Lechner        | Almut Grieb             |
| 2004 | Nathalie Schneitter    | Laura Metzler      | Tereza Huříková         |
| 2005 | Tereza Huříková        | Hanna Klein        | Tanja Žakelj            |
| 2006 | Tanja Žakelj           | Julie Krasniak     | Nadja Roschi            |
| 2007 | Ałła Bojko             | Jitka Škarnitzlová | Julie Bresset           |
| 2008 | Laura Abril            | Barbara Benkó      | Mona Eiberweiser        |
| 2009 | Pauline Ferrand-Prévot | Michelle Hediger   | Candice Neethling       |
| 2010 | Pauline Ferrand-Prévot | Jana Bełomoina     | Helen Grobert           |
| 2011 | Linda Indergand        | Lena Putz          | Julia Innerhofer        |
| 2012 | Andrea Waldis          | Sofia Wiedenroth   | Lena Putz               |
| 2013 | Alessandra Keller      | Emilie Collomb     | Sarah Bauer             |
| 2014 | Nicole Koller          | Malene Degn        | Sina Frei               |
| 2015 | Martina Berta          | Evie Richards      | Nicole Koller           |
| 2016 | Ida Jansson            | Lisa Pasteiner     | Martina Berta           |
| 2017 | Laura Stigger          | Loana Lecomte      | Nadia Grod              |
| 2018 | Laura Stigger          | Tereza Sásková     | Harriet Harnden         |
| 2019 | Jacqueline Schneebeli  | Mona Mitterwallner | Helene Marie Fossesholm |
| 2020 | Mona Mitterwallner     | Luisa Daubermann   | Aneta Novotná           |
| 2021 | Line Burquier          | Olivia Onesti      | Sara Cortinovis         |
| 2022 | Monique Halter         | Lea Huber          | Natalia Grzegorzewska   |
| 2023 | Isabella Holmgren      | Marin Lowe         | Natalia Grzegorzewska   |